# Ульсен, Адольф Аммунович
Адольф Аммунович Ульсен (1 марта 1900, Христиания, Норвегия — 31 декабря 1943, Сыктывкар, Коми АССР) — советский лётчик-испытатель, комбриг.

## Биография
Адольф Аммунович (Амундсенович) Ульсен родился 1 марта 1900 года в городе Христиания.
В 1914 году окончил гимназию, в 1917 году — среднее техническое училище. Работал столяром. С 1917 года — член Коммунистической партии Норвегии, был организатором коммунистических союзов молодёжи.
В начале 1920-х эмигрировал в Советский Союз. В 1922 году окончил партийную школу. Работал столяром на Московском авиационном заводе № 39 «Авиаработник».
В Красной армии с апреля 1924 года. В 1924 году окончил Качинскую ВАШЛ, в 1925 году — Серпуховскую высшую авиашколу воздушного боя. Служил в строевых частях ВВС. В 1930—193.. (в 1932) — лётчик-инструктор Оренбургской ВАШЛ. С 193.. — в запасе.
С 1934 по 1937 год — лётчик-испытатель таганрогского авиационного завода № 31. Поднял в небо и провёл испытания головного МБР-2 (июль 1934 года), МБР-5 (3 октября 1935 года). Испытывал серийные МБР-2 (1934—1937 годы).
В 1933 году Ульсен, одновременно с лётно-испытательной работой, организовал при таганрогском авиазаводе планерную школу, потом городской аэроклуб и возглавил их на общественных началах.
В декабре 1935 года начальник летной станции авизавода А. А. Ульсен спас группу рыбаков, оказавшихся на оторванной льдине в Азовском море. За этот мужественный поступок Ульсен был награждён Почетной грамотой и премирован легковой автомашиной «эмкой».
Жил в городе Таганрог Ростовской области.
Был арестован 6 августа 1937 года. Содержался в тюрьме таганрогского отдела НКВД. Был осужден постановлением особого совещания 7 апреля 1941 года.
Дело по его обвинению было пересмотрено военным трибуналом Северо-Кавказского военного округа 26 сентября 1955 года, и он был полностью реабилитирован, как сказано в этой справке, за отсутствием состава преступления. Согласно выданной справке, А. А. Ульсен умер 31 декабря 1943 года в Сыктывкаре Коми АССР в подразделении п/я А-274. В графе «Причина смерти» — пеллагра.